# Cementiri de Banyoles
El Cementiri de Banyoles és una obra de Banyoles (Pla de l'Estany) inclosa a l'Inventari del Patrimoni Arquitectònic de Catalunya.

## Descripció
Conjunt de planta format per un recinte inicial de l'any 1912-1914, emplaçat sobre un turonet al costat de la carretera GEP-5121, i una ampliació realitzada l'any 1924. El primer recinte presenta una planta rectangular amb l'accés central i els nínxols perimetrals desenvolupats en quatre plantes, situats sobre quatre plataformes a diferents nivells adaptades al pendent del terreny. Els nínxols i panteons són aplacats amb pedra de Girona amb motius modernistes i la majoria de tapes són de marbre blanc.
El segon recinte, adossat al primer per la banda sud, presenta també un accés central i es desenvolupa igualment en plataformes a diferents nivells amb els nínxols perimetrals. Els espais centrals de les plataformes són enjardinats. La capella es troba a la part central del segon recinte.
El conjunt de panteons i tombes, estan construïts segons un esquema lineal i seguint formes arquitectòniques modernistes. Els panteons, presenten una façana delimitada per columnes ornades i llinda amb arc apuntat definint en conjunt una línia ondulada. Són fets amb peces de pedra i làpides cisellades de marbre. Les tombes, també tenen una estructuració lineal i presenten quatre pisos d'alçada. El remat superior és similar al descrit anteriorment.

## Història
La capella va ser construïda l'any 1950. Les reformes efectuades a l'any 1982 van consistir en la construcció d'un cos semi enterrat i un nou accés representatiu articulant les diferents actuacions realitzades fins al moment. Aquest cos semi enterrat dota al recinte una sala mèdica, sala d'autòpsies i sala de vetlla.